# Universidad de Lille II
La Universidad de Lille II (en francés: Université Lille-II: Université du Droit et de la Santé) fue una universidad francesa especializada en el derecho, la salud y el deporte. Ubicada en Lille, formó parte de la Comunidad de Universidades e Instituciones (COMUE) Lille Nord de France. En 2018 un decreto ministerial fusionó las tres universidades de Lille y creó la nueva Universidad de Lille.

## Historia
Creada en 1970, la Universidad de Lille II se declaraba hereda de la primitiva Facultad de Derecho establecida en la conocida como Universidad de Douai en 1559. Desde su creación, las ciencias y tecnologías se impartían en un campus independientes de Universidad de Lille I, mientras que la literatura y las ciencias sociales se impartían como parte del campus independiente de Université de Lille III - Charles de Gaulle. En conjunto, las universidades de Lille reunían un total de 90.000 estudiantes, de los que cerca de 3.000 estudiantes realizaban su doctorado apoyados por laboratorios de investigación universitarios.
Henri Warembourg fue el primer presidente de esta universidad.
En 1970, el campus principal de la Universidad de Lille II se ubicó en Ronchin, en la parte sur de Lille. Sus datos más relevantes eran:
- 24.000 estudiantes
- 1.050 profesores y 830 empleados
- 50 laboratorios de investigación, asociados al Colegio Europeo de Doctorado Lille Nord-Pas de Calais
- 250 cursos para obtener títulos acreditados a nivel nacional y 170 cursos para obtener un diploma universitario.

A principios de 2018, las tres universidades de Lille (Lille 1, Lille 2, Lille 3) se fusionaron para formar la Universidad de Lille.

## Centros
- Institut Universitaire de Technologie (I.U.T.)
- Institut Universitaire Professionnel Management de la Distribution (I.M.D.)
- Ecole Supérieure des Affaires (E.S.A.)
- ESA – Business Management School - Ecole Supérieure des Affaires, escuela de administración de empresas. Incluye los siguientes títulos impartidos por la Universidad de Lille II :
- Faculté des Sciences Juridiques, Politiques et Sociales
- IEP Sciences-Po Lille Institut d'Etudes Politiques (I.E.P.) Sciences Po Lille
- Institut de préparation à l'Administration Générale (I.P.A.G.)
- Institut des Sciences du Travail (I.S.T.)
- Institut de la Construction, de l'Environnement et de l'Urbanisme (I.C.E.U.)
- Institut d'Etudes Judiciaires (I.E.J.)
- Institut de Criminologie
- Centre Universitaire de Cambrai
- Ecole Doctorale des Sciences Juridiques, Politiques Economiques et de Gestion
- Faculté de Médecine Henri Warembourg
  - Ecole Doctorale de Biologie Santé
  - Institut de Médecine Légale (I.M.L.)
- Faculté des Sciences Pharmaceutiques et Biologiques
- Faculté de Chirurgie Dentaire
- Institut Lillois d'Ingénierie de la Santé  (I.L.I.S.)
- Institut de Chimie Pharmaceutique Albert Lespagnol (I.C.P.A.L.)
- Institut d'Orthophonie "Gabriel Decroix"
- Faculté des Sciences du Sport et de l'Education Physique
- European Doctoral College Lille Nord-Pas de Calais

## Puntos de interés
- Jardín Botánico de la Facultad de Farmacia de la Universidad de Lille